# (824) Anastasia
(824) Anastasia – planetoida z pasa głównego asteroid okrążająca Słońce w ciągu 4 lat i 246 dni w średniej odległości 2,79 au. Została odkryta 25 marca 1916 roku w Obserwatorium Simejiz na górze Koszka na Półwyspie Krymskim przez Grigorija Nieujmina. Nazwa pochodzi od Anastazji Siemenoff znajomej odkrywcy. Przed nadaniem nazwy planetoida nosiła oznaczenie tymczasowe (824) 1916 ZH.